# Gibasy

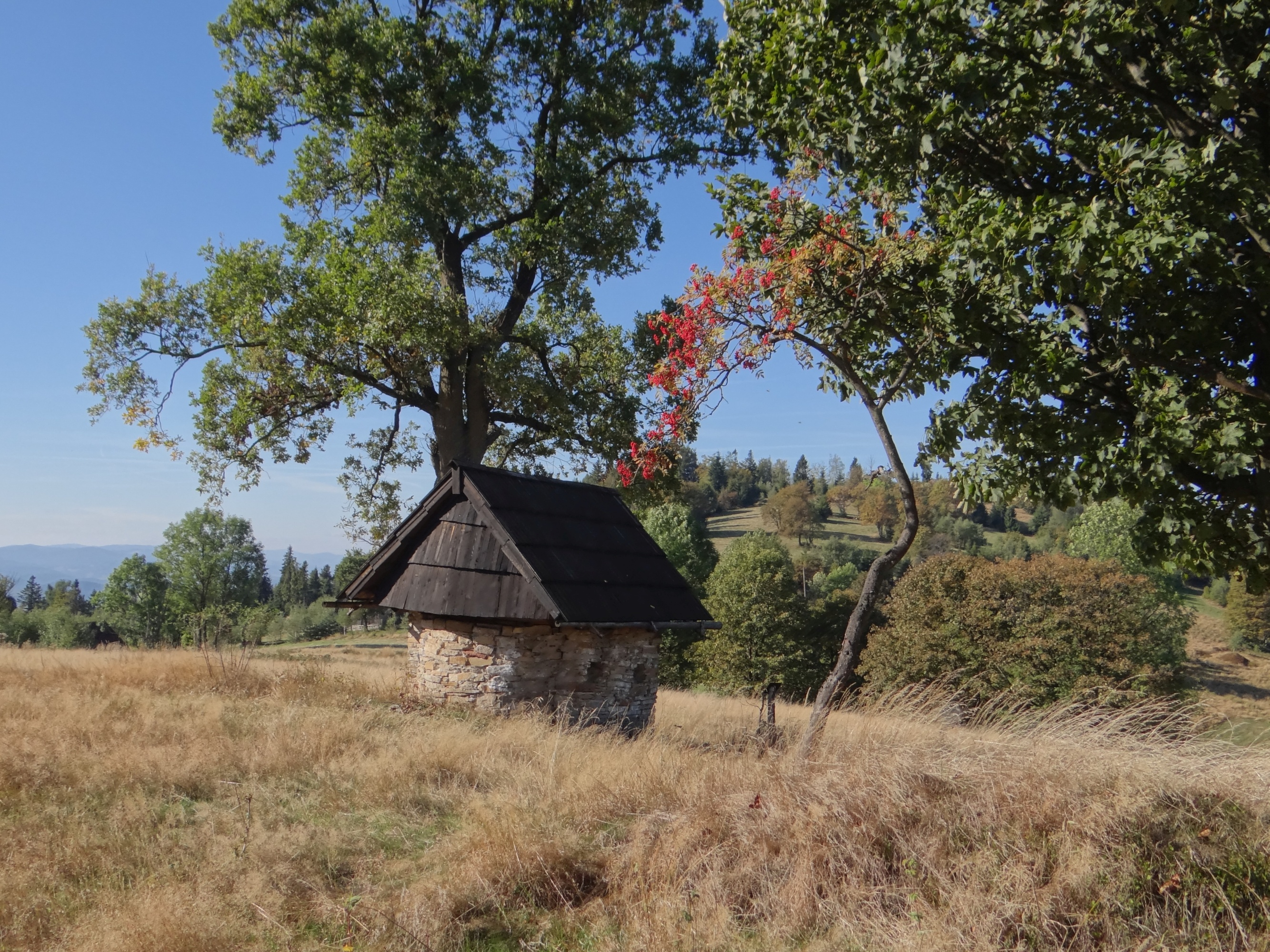
Kapliczka na Gibasach

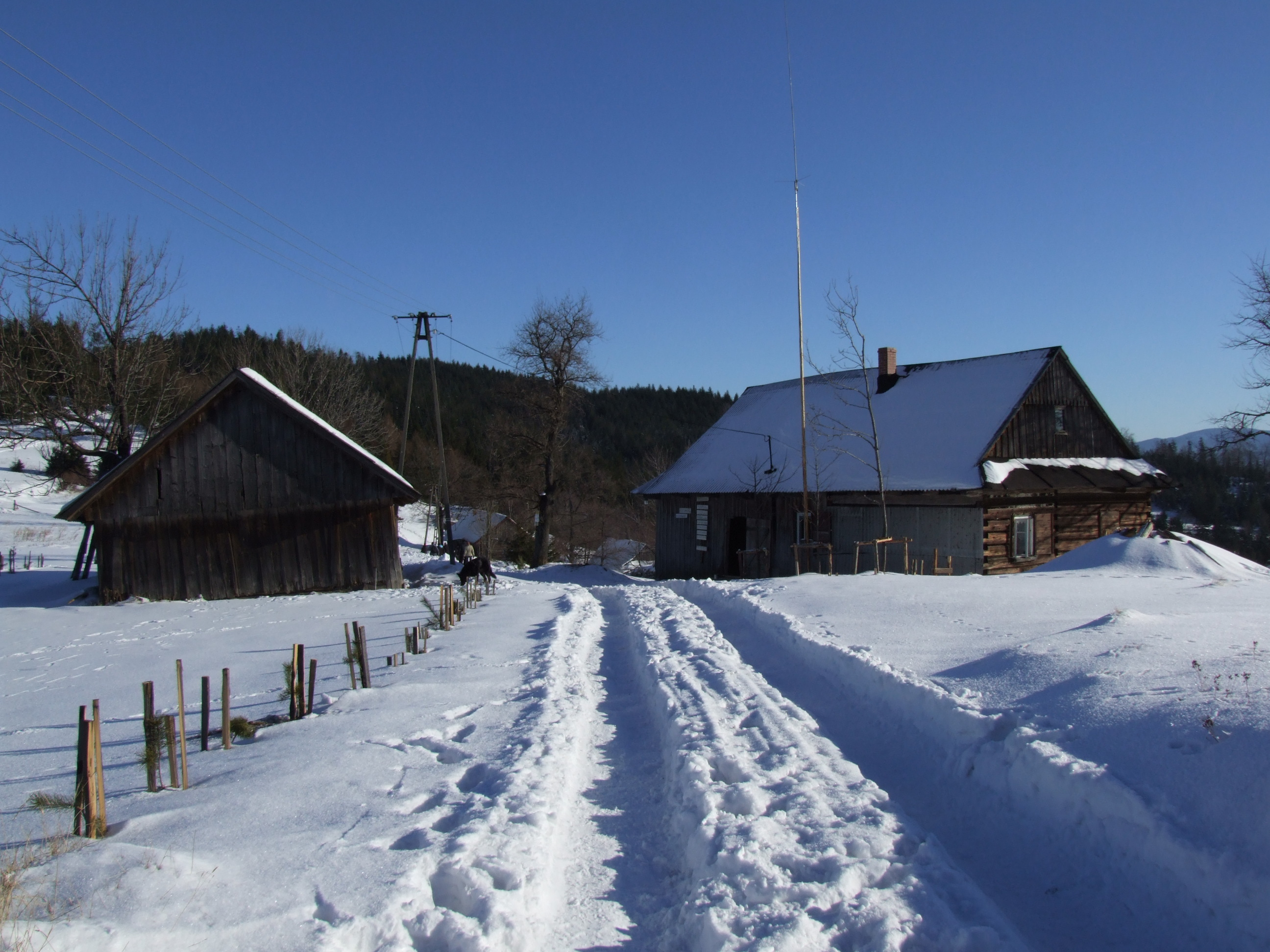
Gibasy zimą

Gibasy (dawniej także Gibaszów) – polana znajdująca się na przełęczy Gibasowe Siodło w Pasemku Łysiny w Beskidzie Małym.
Nazwa Gibasy (groń Gibasów, Gibasówka) pochodzi od nazwiska Gibas. Dawniej było to osiedle Groń z dziewięcioma gospodarstwami. Polana była rozległa, były na niej pola uprawne i łąki, pasły się tutaj stada krów, owiec, konie. Ciężkie warunki bytowania i nieopłacalność uprawy ziemi i hodowli bydła na tej wysokości i jałowych glebach sprawiły, że młodzi stopniowo opuszczali rodzinne strony i przenosili się do lepszych warunków życiowych. W 1982 r. tereny te wykupiła spółdzielnia hodowlana „Iskra” z Gilowic, która tutaj, a także na innych polanach w masywie Leskowca wypasała około 900 owiec. Zarządzający nią dopuścili się jednak poważnych nadużyć finansowych, zostali aresztowani i zaprzestano wypasu owiec. Były to ostatnie stada owiec, które znikły z Beskidu Małego. Obecnie na polanie znajduje się kilka starych domów, ale tylko jeden jest na stałe zamieszkany – Chatka Gibasówka.
Na polanie znajduje się murowana z polnych kamieni kapliczka. Jest w niej wykonana z piaskowca kropielnica oraz figura Chrystusa Upadającego pod Krzyżem. Na jej postumencie jest dwóch ludzi podających sobie ręce. Według okolicznej ludności są to dwaj skłóceni sąsiedzi, którzy po pogodzeniu się wspólnie ufundowali tę kapliczkę. Obok kapliczki rośnie zasadzony dąb, dawniej były trzy dęby.
Polana Gibasy jest dobrym punktem widokowym. Widoki w kierunku południowym obejmują Beskid Żywiecki i Pasmo Jałowieckie. Po północnej stronie widoczna jest dolina Kocierki i grzbiet Potrójnej (883 m), za nim, po lewej stronie Przełęcz Kocierska, Złota Grapa, Bukowski Groń i Chrobacza Łąka.
Na mapie Geoportalu i Compassu polana istnieje, ale nie ma nazwy. Znajduje się w obrębie wsi Ślemień w województwie śląskim, w powiecie żywieckim.
Szlaki turystyczne
 Kocierz Rychwałdzki – Ścieszków Groń – Przełęcz Płonna – Kucówki – Czarne Działy – Gibasy – Wielki Gibasów Groń – Przełęcz pod Mladą Horą – Mlada Hora – rozstaje Anuli – Smrekowica – rozdroże pod Smrekowicą – Suwory – Krzeszów